# Cristóbal (Vorname)
Cristóbal ist ein männlicher Vorname. Der Name ist die spanische Form von Christoph (Näheres siehe dort).

## Namensträger
- Cristóbal Acosta (* 1515; † um 1594), portugiesischer Arzt und Botaniker
- Cristóbal de Acuña (1597–1675), spanischer Entdecker und Jesuitenmissionar
- Cristóbal Bencomo y Rodríguez (1758–1835), spanischer römisch-katholischer Titularerzbischof
- Cristóbal Colón (1451–1506), genuesischer Seefahrer und erster spanischer Kolonisator Amerikas
- Cristóbal Balenciaga (1895–1972), einflussreicher spanischer Modeschöpfer der französischen Haute Couture
- Cristóbal de las Casas (1530–1576), spanischer Italianist und Lexikograf
- Cristóbal de la Cerda y Sotomayor (* um 1585; † nach 1638), spanischer Jurist, vorübergehend Gouverneur von Chile
- Cristóbal Galán (* um 1625; † 1684), spanischer Komponist des Barock
- Cristóbal Ascencio García (* 1955), mexikanischer Geistlicher, Bischof von Apatzingán
- Cristóbal Ferrado García (um 1620–1673), spanischer Mönch und Maler
- Cristóbal de Guzmán Cecetzin († 1562), Gouverneur und Tlatoani von Tenochtitlan
- Cristóbal Halffter (1930–2021), spanischer Komponist und Dirigent
- Cristobal Huet (* 1975), französisch-schweizerischer Eishockeytorwart und -trainer
- Cristóbal Jorquera (* 1988), chilenischer Fußballspieler
- Cristóbal León (* 1980), chilenischer Künstler und Filmemacher
- Cristóbal López Romero (* 1952), spanischer Ordensgeistlicher und römisch-katholischer Erzbischof von Rabat
- Cristóbal Martí (1903–1986), spanischer Fußballspieler und -trainer
- Cristóbal de Morales (* um 1500; † 1553), spanischer Komponist der Renaissance
- Cristóbal Muñoz (Leichtathlet) (* 1999), chilenischer Sprinter und Hürdenläufer
- Cristóbal Muñoz (Fußballspieler, 1999) (* 1999), chilenischer Fußballspieler
- Cristóbal Muñoz (Fußballspieler, 2002) (* 2002), chilenischer Fußballspieler
- Cristóbal de Olid (1487–1524), spanischer Abenteurer, Konquistador und Rebell
- Cristóbal de Oñate (* um 1504; † 1567), Conquistador und Kolonialbeamter baskischer Abstammung im Vizekönigreich Neuspanien
- Cristóbal Ortega (1956–2025), mexikanischer Fußballspieler
- Cristóbal Repetto (* 1979), argentinischer Tango-Sänger und Komponist
- Cristóbal Serra (1922–2012), mallorquinischer Autor, der in spanischer Sprache schrieb
- Cristobal Tapia de Veer (* 1973), chilenischer Produzent von Filmmusik und Multiinstrumentalist
- Cristóbal Vaca de Castro (1492–1562), spanischer Richter und Kolonialbeamter in Peru
- Cristóbal de Villalpando (1649–1714), neuspanischer Maler des amerikanischen Barock
- Cristóbal de Virués (* 1550; † um 1614), spanischer Soldat und Schriftsteller des Siglo de Oro